# Hospital San Raffaele
El Hospital San Raffaele (también conocido como Istituto scientifico universitario San Raffaele u ospedale San Raffaele, HSR o OSR) es un hospital universitario situado en Segrate, provincia de Milán, Italia. Fue fundado en 1969 por Luigi Maria Verzé, presidente de la  "Fundación San Raffaele del Monte Tabor".
El hospital está vinculado a la Escuela de Medicina y la Escuela de Enfermería de la Universidad San Raffaele.

## Instalaciones

### Estructura
El área de salud se divide en diferentes sectores:
- Sector A
- Sector B
- Sector C (Departamento de Emergencias)
- Sector D
- Sector G (Ambulatorio)
- Sector Q
- Sector R (Central de Admisión, Radiología, Endoscopia)
- DíMeR (Departamento de Rehabilitación Médica)
- San Raffaele Turro (SRT)
- HSR Resnati

### Departamentos

#### Departamento de Aritmología
- Aritmología

#### Departamento Cardio-Torácico-Vascular
- Cardiología Clínica
- Hemodinámica
- Cirugía cardíaca
- Cirugía torácica
- Cirugía vascular
- Unidad cardíaca I. C. U.
- Unidad de Cuidados Coronarios
- Servicio de Rehabilitación Funcional y Reeducación

#### Departamento de Cirugía General y Especializada
- Cirugía de esófago, gastro y colorrectal
- Cirugía endocrino-pancreática
- Cirugía hepato-biliar
- Traumatología y ortopedia
- I. C. U.
- Gastroenterología
- Centro de Cirugía Ambulatoria

#### Departamento de Cabeza-Cuello
- Neurocirugía
- Oftalmología
- E. N. T.
- Neurorradiología
- Neurocirugía I. C. U.

#### Departamento de Enfermedades Infecciosas
- Enfermedades Infecciosas
- Hospital de día de Enfermedades Infecciosas

#### Departamento Materno
- Ginecología
- Obstetricia
- Cirugía de neonatos
- Pediatría
- Neonatología - N. I. C. U.
- IME

#### Departamento de Medicina Interna
- Endocrinología - Diabetología
- Alergología
- Nefrología
- Unidad de Trasplantes

#### Departamento de Neurología
- Neurología - Unidad de Ictus
- Neurorrehabilitación
- Neurofisiología

#### Departamento Clínico de Neurociencias
- Neurología SRT
- Centro del sueño
- Psiquiatría
- Psicología Clínica

#### Departamento de Oncología
- Oncología
- Hematología - B. M. T. U.
- Servicio de Oncología médica
- Radioterapia - Medicina Nuclear
- Hospital de día de oncología- línea Arianne

#### Departamento de Radiología
- Radiología HSR
- Radiología SRT

#### Departamento de Urología
- Urología HSR
- Urología SRT

#### Departamento de Urgencias
- E. R. - Centro de Trauma

#### Otros Servicios
- Centro de Sangre
- Dermatología
- Medicina de Laboratorio
- Morgue
- Odontoiatry
- Patología
- Farmacia
- Cirugía plástica, estética y reconstructiva